# Pandionides
Les Pandionides  (en grec ancien Πανδιονίς) sont la troisième des tribus attiques créées par les réformes de Clisthène.

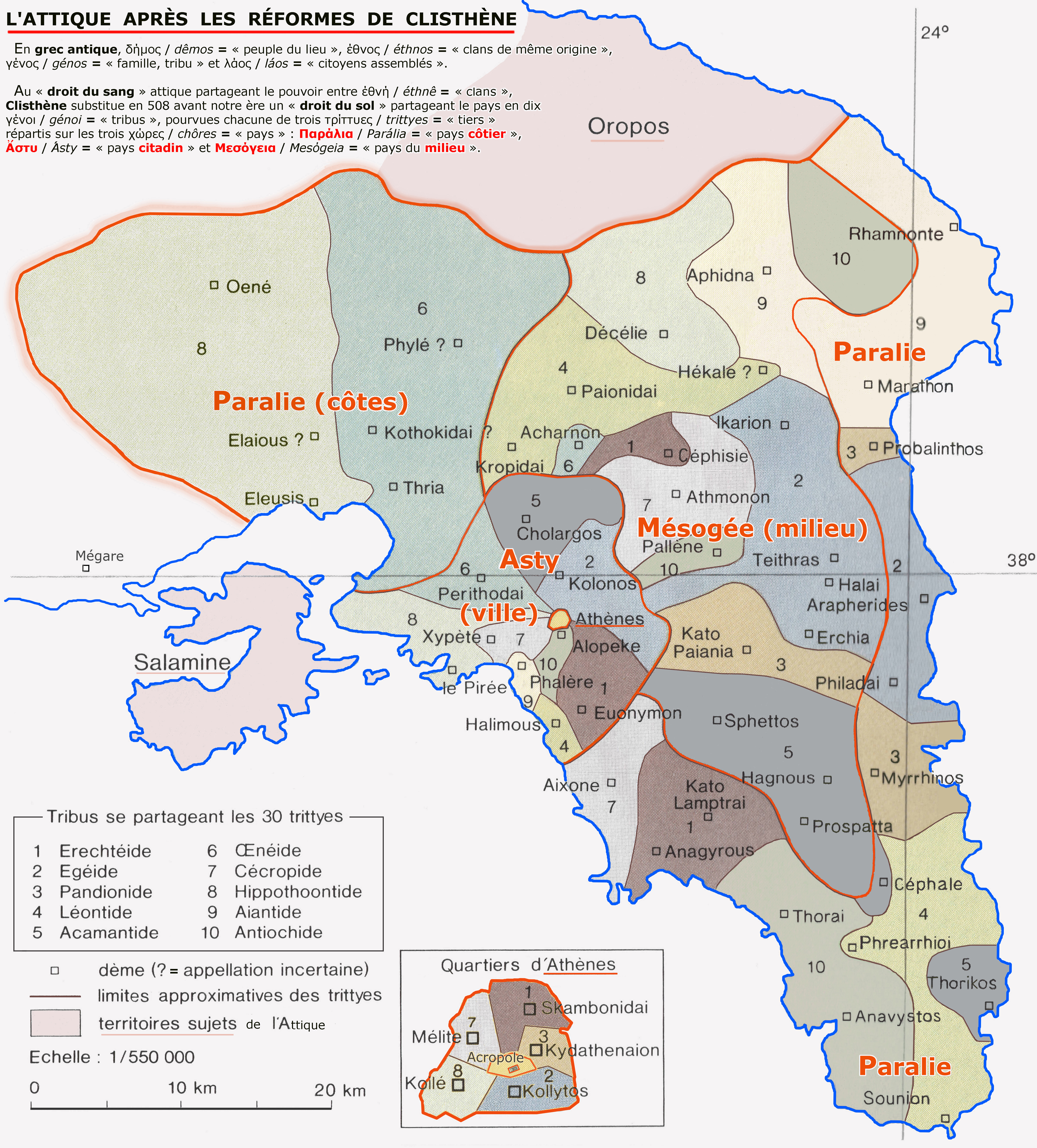
Organisation de l'Attique avec les dix "tribus", les trois "pays", les trente "trittyes" et les dèmes : les Pandionides ont les "trittyes" brun pâle numérotées 3.

Leur nom provient du légendaire roi d'Athènes Pandion fils d'Érichthonios.